# Cap des Trois Fourches
Le cap des Trois Fourches est un promontoire de la côte Nord-Est méditerranéenne du Maroc. C'est un vaste promontoire montagneux de l'Afrique du Nord qui s'avance d'une vingtaine de kilomètres dans la mer Méditerranée. Pendant des siècles, ce cap a constitué tout à la fois un repère et un danger pour la navigation dans la mer d'Alboran. Le cap est sur le territoire du Maroc à 25 km au nord de Nador et à une centaine de kilomètres de la frontière algérienne, mais la ville espagnole autonome de Melilla est située à l'est du cap des Trois Fourches.

## Géographie
La superficie du cap des Trois Fourches est de 8 000 hectares, dont les deux tiers sont maritimes.[Quoi ?] Son statut foncier relève des domaines public et forestier. La végétation du site est principalement un matorral dominé par le lentisque. Lieu sauvage réputé pour ses paysages sublimes et ses nombreuses plages, la plupart du temps désertes, il suscite depuis quelques années un intérêt grandissant.

## Histoire
En 1497, Pedro de Estopiñán a conquis un petit atoll sur la côte orientale, qui plus tard s'est étendu et a donné lieu à Melilla.
En 1913, avec le début du protectorat espagnol sur le Maroc, le cap des Trois Fourches est resté sous contrôle espagnol. En 1934, le gouvernement espagnol a choisi Nador comme capitale de la province de Kert, la plus grande des cinq provinces du protectorat. En 1956, avec la fin du protectorat espagnol, le cap, à l'exception de la ville de Melilla, est passé sous la souveraineté marocaine.

## Vie locale

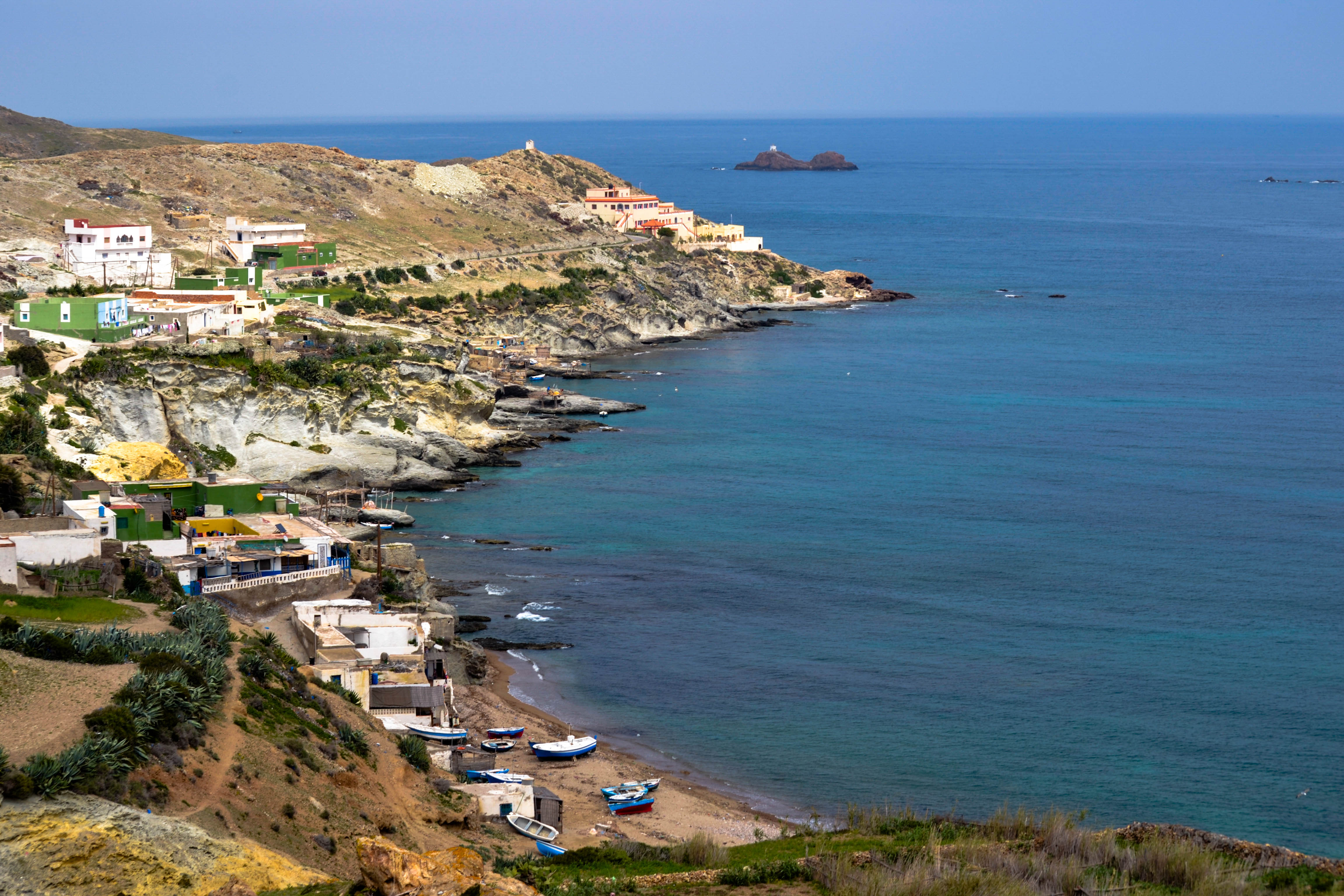
Port de pêche de Tibouda.

Les habitants du Cap des Trois Fourches, principalement ceux du village de Tibouda, vivent essentiellement des ressources naturelles. La pêche, l'agriculture et l'élevage assurent leur subsistance. Le Cap des Trois Fourches étant isolé géographiquement (Tibouda est à une demi-heure de route du premier village et à une heure de Nador), le mode de vie est resté traditionnel malgré l'intérêt de plus en plus grand que suscite le site depuis quelques années.

## Pêche
Selon certaines sources, les habitants pratiqueraient ou auraient pratiqué La pêche à l'explosif, mais si cette pratique semble désormais éteinte la baisse du nombre de prises observée ces dernières années dans toute la région touche également le Cap des Trois Fourches. La plupart des espèces exploitées sur les côtes marocaines sont pêchées au large des côte du Cap des Trois Fourches : sar, bar, mérou, etc. Depuis quelques années, la chasse sous-marine, ou pêche en apnée est pratiquée au Cap des Trois Fourches, mais relève plus d'une activité de loisirs importée par des Occidentaux, touristes ou expatriés, que d'une réelle activité économique. En 2000, le site a été classé en réserve de chasse et cette pratique est interdite.

## Tourisme
Le site du Cap des Trois Fourches reste peu fréquenté par les touristes mais, paradoxalement, cet aspect sauvage et authentique en fait une destination appréciée du petit nombre de personnes qui connaissent son existence et se trouvent à sa proximité. L'absence d'infrastructures est totale et s'il est possible de louer une maison aux habitants du village à la nuit la plupart de ceux qui se rendent sur place choisissent le camping sauvage ou n'y passent que quelques heures. Les Espagnols résidant à Melilla représentent la majeure partie des visiteurs.